# 이춘식 대 신일본제철
이춘식 대 신일본제철은 강제징용 피해자 이춘식이 대한민국 법원에 일본 기업 신일본제철에 대한 손해배상금을 청구한 사건이다. 이 사건은 2019년 대한민국과 일본 간의 무역 분쟁의 원인이 되었다.

## 사건개요
- 1997년 12월 24일, 강제징용 피해자 여운택(1923년 6월 8일[1] ~ 2013년 12월[2]), 신천수(1926년 11월 21일[1] ~ 2014년 10월[2])는 오사카 지방재판소에 신일본제철을 상대로 손해배상소송을 제기했다.
- 2001년 3월 27일, 원고 패소 판결
- 2002년 11월 19일, 오사카 고등재판소, 항소기각 판결
- 2003년 10월 9일, 일본 최고재판소 상고기각 판결
- 2005년 2월 28일, 강제징용 피해자 여운택, 신천수, 이춘식(1924년 1월 27일[1] ~ 현재), 김규수(1929년 2월 12일[1] ~ 2018년 8월[3])는 서울중앙지법에 신일본제철을 상대로 손해배상소송을 제기했다.
- 2008년 4월 3일, 원고 패소 판결. 일본 판결은 대한민국 국내에도 효력이 있다. 신일본제철은 구 일본제철을 승계한 기업이 아니다.
- 2009년 7월 16일, 서울고법, 항소기각 판결
- 2012년 5월 24일, 대법원 제1부(주심 김능환 대법관), 원고 승소, 파기환송. 일본 판결은 대한민국 헌법에 위반되어 대한민국 국내에는 효력이 없다. 신일본제철은 구 일본제철을 승계한 기업이다. 대법원 1부는 대법관 4명(김능환, 이인복, 안대희, 박병대)이 재판했다.
- 2012년 10월 1일, 신일본제철과 스미토모 금속이 합병하여 신일철주금 탄생, 피고 지위가 신일철주금으로 승계
- 2013년 2월 25일, 박근혜 대통령 취임
- 2013년 7월 10일, 서울고법, 1명당 1억원씩 손해배상 판결[4]
- 2013년 8월, 신일철주금이 불복해서 대법원에 상고. 양승태 대법원장이 박근혜 대통령과 사법거래를 해서 상고심 재판이 오랫동안 열리지 않음
- 2017년 3월 12일, 헌법재판소, 박근혜 대통령 파면
- 2017년 3월 31일, 박근혜 전 대통령 구속 수감
- 2018년 10월 30일, 대한민국 대법원은 신일철주금이 강제징용 피해자 4명에게 1인당 1억원씩 배상하라고 판결했다. 원고 4명 중에서 3명은 사망했다. 휠체어를 타고 온 유일한 생존자 이춘식은 98세였다.[5]
- 2019년 1월 9일, 일본 정부가 한일 청구권 협정 제3조 분쟁해결절차조항의 외교적 협의를 요구했다. 한국이 반대했다.
- 2019년 1월 24일, 양승태 전 대법원장 구속 수감
- 2019년 4월 1일 신일철주금이 일본제철로 개명, 한국 대법원 판결을 무시하고 구 일본제철 당시 벌어진 범죄에 책임을 회피하는 것은 더더욱 부당하다는 대한민국 내 여론 형성
- 2019년 5월 19일, 일본 아베 정부가 대한민국 문재인 정부에 대해, 한일 청구권 협정 제3조 분쟁해결절차조항의 중재위원회 설치를 요구했다. 7월 18일까지 답변시한을 주었다. 한국이 사실상 거부했다.
- 2019년 7월 4일, 아베 신조 일본 총리, 플루오린화 수소, 포토레지스트, 플루오린 폴리이미드 3개 품목을 한국에 대해 수출규제 선언
- 2019년 7월 16일, 문재인 정부는 일본의 중재위원회 요구는 거부될 것이라고 말했다.
- 시간이 조금 지난 뒤, 이춘식은 향년 101세(또는 102세)에 노환으로 사망했다.

## 2012년 대법원 1부 판결
쟁점은 네 가지였다.
- 일본의 확정판결이 일본의 한반도 지배와 강제동원 자체가 불법이라고 보는 대한민국 헌법의 핵심 가치와 정면충돌해 대한민국 국내에서 효력이 인정되지 않는다고 판단했다. 1심과 원심은 일본의 확정판결이 대한민국에서도 유효하다고 판단했다.
- 한일 청구권 협정은 식민지배의 불법성을 인정 안 한 것이어서, 개인의 권리에 영향을 못준다고 보았다. 1심과 원심도 동일한 의견이었다.
- 신일본제철은 舊일본제철과 법적으로 동일하며, 배상책임을 승계한다고 보았다. 1심과 원심은 승계하지 않는다고 보았다.
- 신일본제철의 소멸시효 주장은 신의성실의 원칙에 위배된다고 보았다. 1심과 원심은 소멸시효가 완성되었다고 보았다.

## 국제인권규약
이 의정서의 규정은 1960년 12월 14일 국제연합총회에 의하여 채택된 식민지와 그 인민에 대한 독립부여 선언에 관한 결의 1514(XV)의 목적이 달성될 때까지 국제연합헌장과 국제연합 및 그 전문기관 하에서 체결된 여타 국제협약과 문서에 의하여 이들에게 부여된 청원권을 어떤 경우에도 제한하지 않는다
한일 양국은 제1선택의정서[개인진정]을 채택한 국가이며 개인의 청구권을 정부가 소멸시킬 수 없다는 것은 국제적으로 통용되고 되고있다. 당시 고노 다로 외무상 또한 "개인 청구권 남아있지만 다 끝난 일" 이라고 발언하기도 했다.

## 한일 청구권 협약
제2조는 대략 아래와 같은 내용이다.
- 제1항: 대한민국은 대한민국 국민(법인을 포함함)의 일본국 및 일본 국민(법인을 포함함)에 대한 청구권이 완전히 그리고 최종적으로 해결되었음을 확인한다.
- 제2항: 예외조항
- 제3항: 모든 청구권으로서 1947년 8월 15일 이전에 발생한 국가간 국가, 국가간 개인, 기업간 개인등 모든 개인청구권까지 이의를 제기하지 않는다.

## 같이 보기
- 2019년 한일 무역 분쟁
- s:대한민국과 일본국간의 재산 및 청구권에 관한 문제의 해결과 경제협력에 관한 협정
- 신일철주금 강제징용 소송#이춘식 등 강제징용 피해자 4명이 제기한 소송